# Heterodermia queenslandica
Heterodermia queenslandica är en lavart som beskrevs av Elix. Heterodermia queenslandica ingår i släktet Heterodermia och familjen Physciaceae.   Inga underarter finns listade i Catalogue of Life.